# Pfatter (Fluss)
Die Pfatter ist ein Bach, der bei Pfatter im Landkreis Regensburg von rechts in die Donau mündet.
Sie hat ihren Ursprung südlich von Dünzling und durchfließt die Orte Thalmassing, Köfering und Mangolding. Ihr Einzugsbereich beträgt 262,1 km². Die Pfatter wurde wie viele Bäche im 19./20. Jh. begradigt und kanalisiert und wird seit 2002 wieder stückweise renaturiert.
Das Gewässer wurde 822 als Phatriu erstmals schriftlich erwähnt.